# Chamaecrista supplex
Chamaecrista supplex är en ärtväxtart som först beskrevs av George Bentham, och fick sitt nu gällande namn av Nathaniel Lord Britton och Ellsworth Paine Killip. Chamaecrista supplex ingår i släktet Chamaecrista och familjen ärtväxter. Inga underarter finns listade i Catalogue of Life.